# SLA-Monitor
Ein SLA-Monitor (SLA steht für Service-Level-Agreement) ist eine Netzwerkkomponente, welche die Verfügbarkeit eines Dienstes mit Hilfe von regelmäßigem Polling überwacht. Gibt es keine Antwort des geprüften Dienstes innerhalb der im Service-level agreement definierten Antwortzeit, so wird der Dienst als ausgefallen gewertet.
SLA-Monitore können hierbei nicht nur einzelne Dienste auf Verfügbarkeit prüfen, sondern auch komplexe Geschäftsprozesse anstoßen, um die Verfügbarkeit derselben zu prüfen. Zudem können Daten von Netzwerkmonitoren inkludiert werden.
Wird der Ausfall eines Dienstes oder Geschäftsprozesses festgestellt, wird zudem ein Administrator informiert, sodass dieser das Problem analysieren und beheben kann. Das Ergebnis der Prüfung wird zudem in einer Operations-Datenbank gesichert, um eine Auswertung zu einem späteren Zeitpunkt zu ermöglichen.